# ساخت‌های نحوی
ساخت‌های نحوی یکی از آثار زبان‌شناسی و نوشته نوام چامسکی است که در سال ۱۹۵۷ منتشر شد. در این کتاب، اولین جرقه‌های تکوین دستور زایشی زده شد و به همین دلیل، تاریخ چاپ این کتاب، آغاز یک انقلاب علمی در زبان‌شناسی به‌حساب می‌آید. این کتاب را احمد سمیعی گیلانی در سال ۱۳۶۲ به فارسی ترجمه کرده‌ است.